# Vilanna
Vilanna és un llogaret del municipi de Bescanó, a la comarca del Gironès, situat a la dreta del Ter, al sector de ponent del terme. Al 2022 tenia 686 habitants.
El llogaret es forma al voltant de l’església parroquial de Sant Mateu, l’actual edifici de la qual fou bastit el 1678, de la que en depenen els santuaris de Santa Margarida de Bescanó i el de Sant Sebastià de Bescanó. A la fi del segle xvii era lloc reial.

## Etimologia
Segons el Diccionari català-valencià-balear, és un mot compost de vila i del prenom femení Anna en genitiu, Annae.
En canvi, Coromines a l'Onomasticon Cataloniae nega aquesta possibilitat adduint una llista de mencions antigues, que apunten a un compost de vila i algun nom personal d'origen germànic.

## Llocs d'interès
- Sant Mateu de Vilanna, església parroquial del poble
- Sant Bartomeu de Trullars, església al disseminat de Trullars
- Sant Martí de Ca n'Amat Gros, capella romànica adossada al mas Amat Gros
- Torre de Vilanna, masia i casa forta del segle xv
- Pou de gel de Vilanna, pou de glaç del segle xvii
- Central Elèctrica de Vilanna, edifici noucentista del 1906
- Creu dels Carlins 1913

## Fires i festes
- Pels volts del 21 de setembre se celebra la festa major del poble per Sant Mateu apòstol

## Persones il·lustres
- Isidre Bosch i Batallé (1875-1960), arquitecte.
- Salvador Claret i Naspleda (1909-1984), mecànic, hostaler i col·leccionista d'automòbils.